# I Wanna Go Back
I Wanna Go Back é uma canção do cantor americano de Rock Eddie Money, do seu álbum de 1986 "Can't Hold Back". Foi escrita originalmente por Monty Byrom, durante sua passagem bela banda Billy Satellite [en] em 1984. O cover da música de Eddie Money foi lançado como um single em dezembro de 1986 e alcançou a 14ª posição no Billboard Hot 100 e a 3ª no Mainstream Rock Tracks; ambas em 1987.